# 성병
성병(한국 한자: 性病, 영어: sexually transmitted disease, STD) 또는 성 매개 감염(sexually transmitted infection, STI)은 성행위, 특히 질 성교, 항문 성교, 구강 성교 등에 의해 전파되는 감염병을 의미한다. 성병은 초기에 증상을 일으키지 않는 경우가 많으며 다른 사람에게 전염시킬 위험성이 매우 높다. 성병의 증상과 징후에는 질 분비물, 음경 분비물, 생식기 또는 그 주변의 궤양, 골반 통증 등이 있다. 일부 성병은 불임을 유발할 수 있다.
세균성 성병에는 클라미디아 감염증, 임질, 매독이 있다. 바이러스성 성병에는 생식기 포진(생식기에 발병한 단순포진), 후천성면역결핍증, 생식기 사마귀가 있다. 기생충성 성병에는 트리코모나스증이 있다.
또한 일부 예방접종은 B형 간염 및 일부 유형의 HPV를 포함한 특정 감염의 위험을 감소시킬 수 있다. 성병에 감염될 확률을 줄이기 위해서는 콘돔 사용, 적은 수의 성교 파트너, 정해진 사람과의 성교 등 세이프 섹스로서 이루어질 수 있다. 종합적인 성교육도 유용하다. 대부분의 성병은 치료가 가능하다. 가장 흔한 감염 중 매독, 임질, 클라미디아 감염증, 트리코모나스증은 치료할 수 있지만, 현재로서는 후천성면역결핍증은 치료할 수 없다.
2015년에는 약 11억 명이 후천성면역결핍증 이외의 성병에 감염되었다. 약 5억 명이 매독, 임질, 클라미디아, 트리코모나스증에 감염되었다. 추가적으로 5억 3천만 명이 생식기 포진에 감염되었고, 2억 9천만 명의 여성이 인유두종 바이러스를 보유하고 있다 후천선면역결핍증 이외의 성병으로 인해 2015년에 108,000명이 사망했다. 미국에서는 2010년에 1,900만 건의 새로운 성병이 발생했다. 성병에 대한 역사적 문서는 적어도 기원전 1550년 경의 에버스 파피루스 와 구약으로 거슬러 올라간다. 종종 성병과 관련된 수치심과 사회적 낙인이 있다. 성병은 의학이 발달하기 전에는 매우 위험한 질병이었다.

## 징후 및 증상
모든 성병이 증상이 있는 것은 아니며 감염 직후에 증상이 나타나지 않을 수도 있다. 어떤 경우에는 질병이 증상 없이 옮겨질 수 있으며, 이는 질병을 다른 사람에게 전염시킬 더 큰 위험을 남긴다. 질병에 따라 일부 치료되지 않은 성병은 불임, 만성 통증 또는 사망으로 이어질 수 있다.
사춘기 이전 아동에게 성병이 있다는 것은 성적 학대를 시사할 수도 있다.

## 원인

### 전염
임산부에게 존재하는 성병은 출생 전이나 후에 영아에게 전염될 수 있다.
| 감염자와 안전하지 못한 성행위 시의 위험 요소들 | 감염자와 안전하지 못한 성행위 시의 위험 요소들 | 감염자와 안전하지 못한 성행위 시의 위험 요소들                                      |
| ---------------------------------------------- | --- | ----------------------------------------------------------------------------------- |
|                                                | 알려진 위험성 | 가능성                                                                              |
| 구강 성교를 하는 여성                          | - 클라미디아 감염증 (목) - 임질 (목) (25~30%) - 단순포진 (매우 낮음) - 인유두종 바이러스 - 매독 (1%) | - B형 간염 (낮은 위험성) - 인간면역결핍 바이러스 (0.01%) - C형 간염 (알려지지 않음) |
| 구강 성교를 하는 남성                          | - 단순포진 - 인유두종 바이러스 | - 임질 (목) - 클라미디아 감염증 (목)                                                |
| 구강 성교를 받는 여성                          | - 클라미디아 감염증 - 임질 - 단순포진 - 매독 (1%) | - 인유두종 바이러스                                                                 |
| 구강 성교를 받는 남성                          | - 단순포진 | - 인유두종 바이러스 - 세균성 질염 - 임질                                            |
| 성교 (남성)                                    | - 클라미디아 감염증 (30~50%) - 사면발니 - 옴 - 임질 (22%) - B형 간염 - 단순포진 (0.07%) - 인간면역결핍 바이러스 (0.05%) - 인유두종 바이러스 (40–50%) - Mycoplasma hominis 감염 - Mycoplasma genitalium 감염 - 매독 - 트리코모나스증 - Ureaplasma 감염 | - C형 간염                                                                          |
| 성교 (여성)                                    | - 클라미디아 감염증 (30~50%) - 사면발니 - 옴 - 임질 (47%) - B형 간염 (50–70%) - 단순포진 - 인간면역결핍 바이러스 (0.1%) - 인유두종 바이러스 (40~50%) - Mycoplasma hominis 감염 - 매독 - 트리코모나스증 - Ureaplasma 감염                              | - C형 간염                                                                          |
| 항문 성교 (삽입)                               | - 클라미디아 감염증 - 사면발니 - 옴 (40%) - 임질 - B형 간염 - 단순포진 - 인간면역결핍 바이러스 (0.62%) - 인유두종 바이러스 - 매독 (14%) | - C형 간염                                                                          |
| 항문 성교 (피삽입)                             | - 클라미디아 감염증 - 사면발니 - 옴 - 임질 - B형 간염 - 단순포진 - 인간면역결핍 바이러스 (1.7%) - 인유두종 바이러스 - 매독 (1.4%) | - C형 간염                                                                          |
| 애닐링구스                                     | - 아메바증 - 크립토스포리디움증 (1%) - 람블편모충 감염 - A형 간염 (1%) - 시겔라증 (1%) | - 인유두종 바이러스 (1%)                                                            |

### 세균
- 연성하감 (Chancroid, Haemophilus ducreyi )[40]
- 클라미디아 (Chlamydia, Chlamydia trachomatis)[41]
- 임질 (Neisseria gonorrhoeae)[42]
- 사타구니 육아종 (Klebsiella granulomatis)[43]
- Mycoplasma genitalium[28][44][45][46]
- Mycoplasma hominis[27][28][29][30][47]
- 매독 (Treponema pallidum)[48]
- Ureaplasma[35][36]

### 바이러스

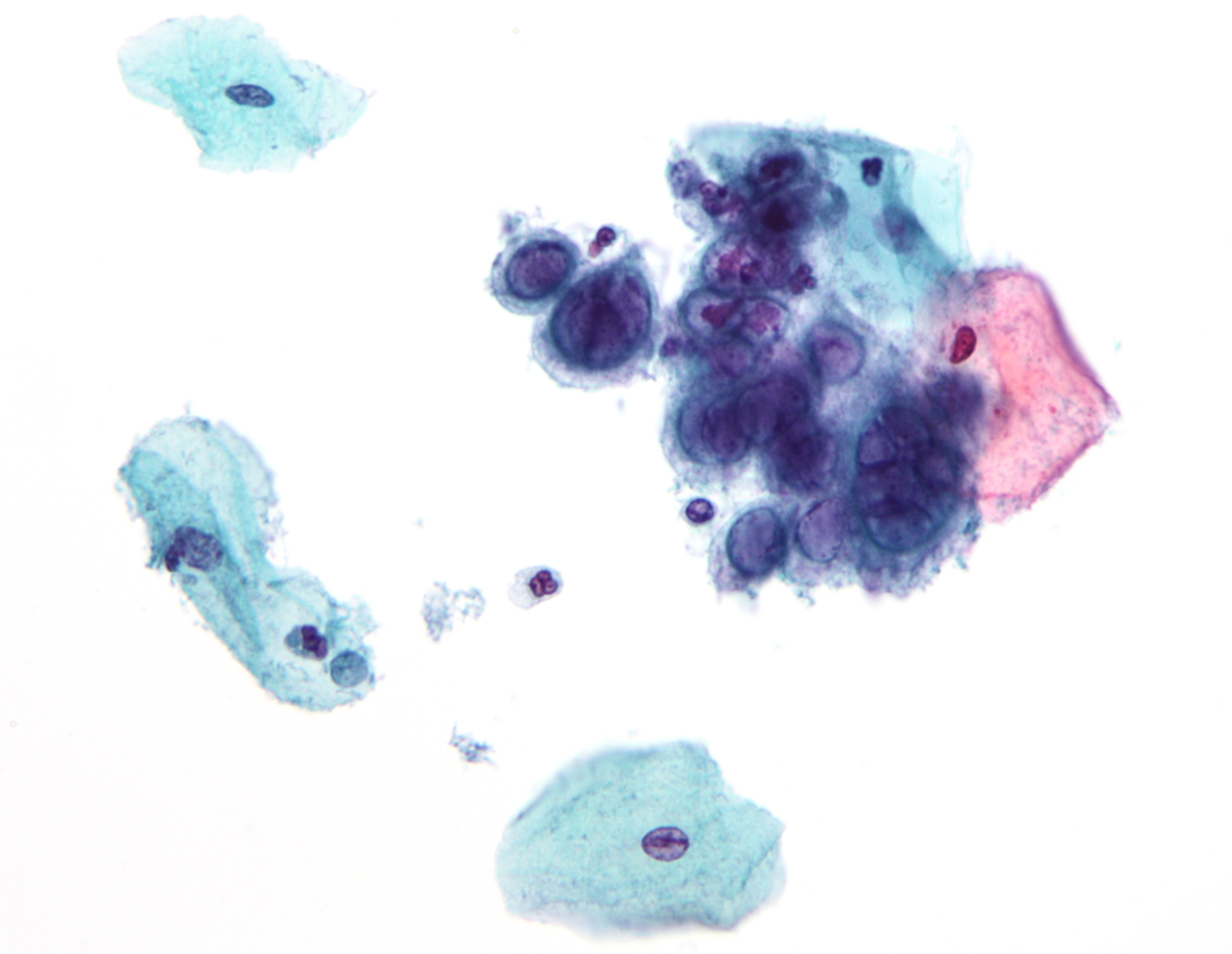
헤르페스의 바이러스 세포 변성 효과를 보여주는 현미경 사진

- 바이러스성 간염 (B형 간염 바이러스) : 타액, 생식기 분비물 (참고: A형 간염과 E형 간염은 대변-구강 경로를 통해 전염되며, C형 간염은 거의 성적으로 전염되지 않으며[49], D형 간염의 전염 경로는 불확실하지만 성행위를 포함할 수 있음[50][51][52])
- 단순포진 (헤르페스 심플렉스 바이러스 1, 2) : 피부 및 점막, 눈에 보이는 수포가 있거나 없이 전염 가능
- 인간면역결핍 바이러스 : 생식기 분비물, 정액, 모유, 혈액
- 인유두종 바이러스 : 피부 및 점막 접촉으로 발생, 고위험 유형의 HPV는 거의 모든 자궁경부암과 일부 항문암, 음경암 암 및 외음부암을 유발함.[53] 일부 다른 유형의 HPV는 생식기 사마귀를 유발함
- 전염성 연체동물 : 밀접 접촉[54]
- 지카바이러스[55]

### 기생충
- 사면발니 : 감염 빛 동반되는 염증을 음모슬증이라고 함[56][57][58]
- 옴 (Sarcoptes scabiei)
- 트리코모나스 (Trichomonas vaginalis)

### 주요 유형
성병에는 다음이 포함된다.
- 클라미디아는 Chlamydia trachomatis라는 세균에 의해 발생하는 성병이다. 여성의 경우 증상에는 비정상적인 질 분비물, 배뇨 중 작열감, 생리 주기 사이의 출혈이 포함될 수 있지만 대부분의 여성은 증상을 보이지 않는다.[59] 남성의 증상에는 배뇨 시 통증과 음경에서 비정상적인 분비물이 보인다.[60] 남성과 여성 모두에서 치료하지 않으면 클라미디아가 요로를 감염시켜 잠재적으로 골반염(PID)을 유발할 수 있다. PID는 임신 중에 심각한 문제를 일으킬 수 있으며 심지어 불임을 유발할 수도 있다. 이것은 여성이 잠재적으로 치명적인 자궁외임신을 하게 할 수 있으며, 이 경우 난자가 자궁 외부에 착상된다. 그러나 클라미디아는 항생제로 치료할 수 있다.
- 헤르페스의 가장 흔한 두 가지 형태는 헤르페스 심플렉스 바이러스(HSV) 감염에 의해 발생한다. HSV-1은 일반적으로 구강으로 획득되어 단순포진을 유발하고, HSV-2는 일반적으로 성적 접촉 중에 획득되어 생식기에 영향을 미치지만, 두 계통은 어느 쪽 부위에도 영향을 미칠 수 있다.[61] 어떤 사람들은 무증상이거나 매우 가벼운 증상을 보인다. 증상을 경험하는 사람들은 일반적으로 노출 후 2~20일이 지나면 2~4주 동안 증상이 나타난다. 증상에는 작은 액체로 가득 찬 물집, 두통, 요통, 생식기 또는 항문 부위의 가려움증 또는 따끔거림, 배뇨 중 통증, 독감 유사 증상, 땀샘 부기 또는 열이 포함될 수 있다. 헤르페스는 바이러스에 감염된 사람과의 피부 접촉을 통해 전염된다. 바이러스는 몸에 들어온 부위에 영향을 미친다. 이는 키스, 질 성교, 구강 성교 또는 항문 성교를 통해 발생할 수 있다. 바이러스는 눈에 보이는 증상이 있을 때 가장 전염성이 높지만 무증상인 사람도 피부 접촉을 통해 바이러스를 퍼뜨릴 수 있다.[62] 신체에 항체가 형성되어 있지 않기 때문에 초기 감염 및 증상은 일반적으로 가장 심각하다. 1차 공격 후에는 더 가벼운 공격이 반복되거나 향후 공격이 없을 수도 있다. 질병에 대한 치료법은 없지만 증상을 치료하고 전염 위험을 낮추는 항바이러스제가 있다. HSV-1은 일반적으로 바이러스의 구강 버전이고 HSV-2는 일반적으로 바이러스의 생식기 버전이지만, HSV-1을 가진 사람은 구강으로 해당 바이러스를 파트너에게 생식기로 전달할 수 있다. 두 유형의 바이러스는 척추 상단의 신경 다발에 정착하여 구강에서 발병하거나 척추 기저의 두 번째 신경 다발에 정착하여 생식기에서 발병한다.
- 인유두종 바이러스(HPV)는 미국에서 가장 흔한 성병이다.[63] HPV에는 40가지 이상의 다른 종류가 있으며 많은 사람들이 건강 문제를 일으키지 않는다. 90%의 경우 신체의 면역 체계는 2년 이내에 자연적으로 감염을 제거한다.[64] 하지만 일부 사례는 제거되지 않을 수 있으며 생식기 사마귀(성기 주변의 돌기로서 작거나 크거나, 융기되거나 평평하거나, 콜리플라워 모양) 또는 자궁경부암 및 기타 HPV 관련 암으로 이어질 수 있다. 증상은 나타나지 않을 수도 있다. 여성이 암을 확인하고 치료하기 위해 자궁경부 세포 검사를 받는 것이 중요하다. 자궁경부암을 유발하는 HPV 유형을 예방하는 두 가지 남성 및 여성 백신도 있다. HPV는 구강 성교뿐만 아니라 생식기와 생식기 접촉을 통해 전염될 수 있다. 감염된 파트너는 증상이 없을 수 있다.
- 임질은 요도, 질, 직장, 입, 목구멍 및 눈의 습한 점막에 사는 세균에 의해 발생한다. 감염은 음경, 질, 입 또는 항문과의 접촉을 통해 퍼질 수 있다. 임질의 증상은 일반적으로 감염된 파트너와 접촉한 후 2~5일 후에 나타나지만 일부 남성은 최대 한 달 동안 증상을 느끼지 못할 수 있다. 남성의 증상으로는 배뇨 시 작열감 및 통증, 빈뇨 증가, 음경 분비물(흰색, 녹색 또는 노란색), 요도가 붉거나 부어오름, 고환이 붓거나 압통, 인후통 등이 있다. 여성의 증상에는 질 분비물, 배뇨 시 작열감 또는 가려움증, 성교 시 통증, 하복부의 심한 통증(감염이 나팔관으로 퍼진 경우) 또는 발열(감염이 나팔관으로 퍼진 경우)이 포함될 수 있다. 그러나 많은 여성들이 어떤 증상도 나타내지 않았다.[65] 임질의 항생제 내성 균주는 중요한 문제이지만 대부분의 경우 기존 항생제로 치료할 수 있다.

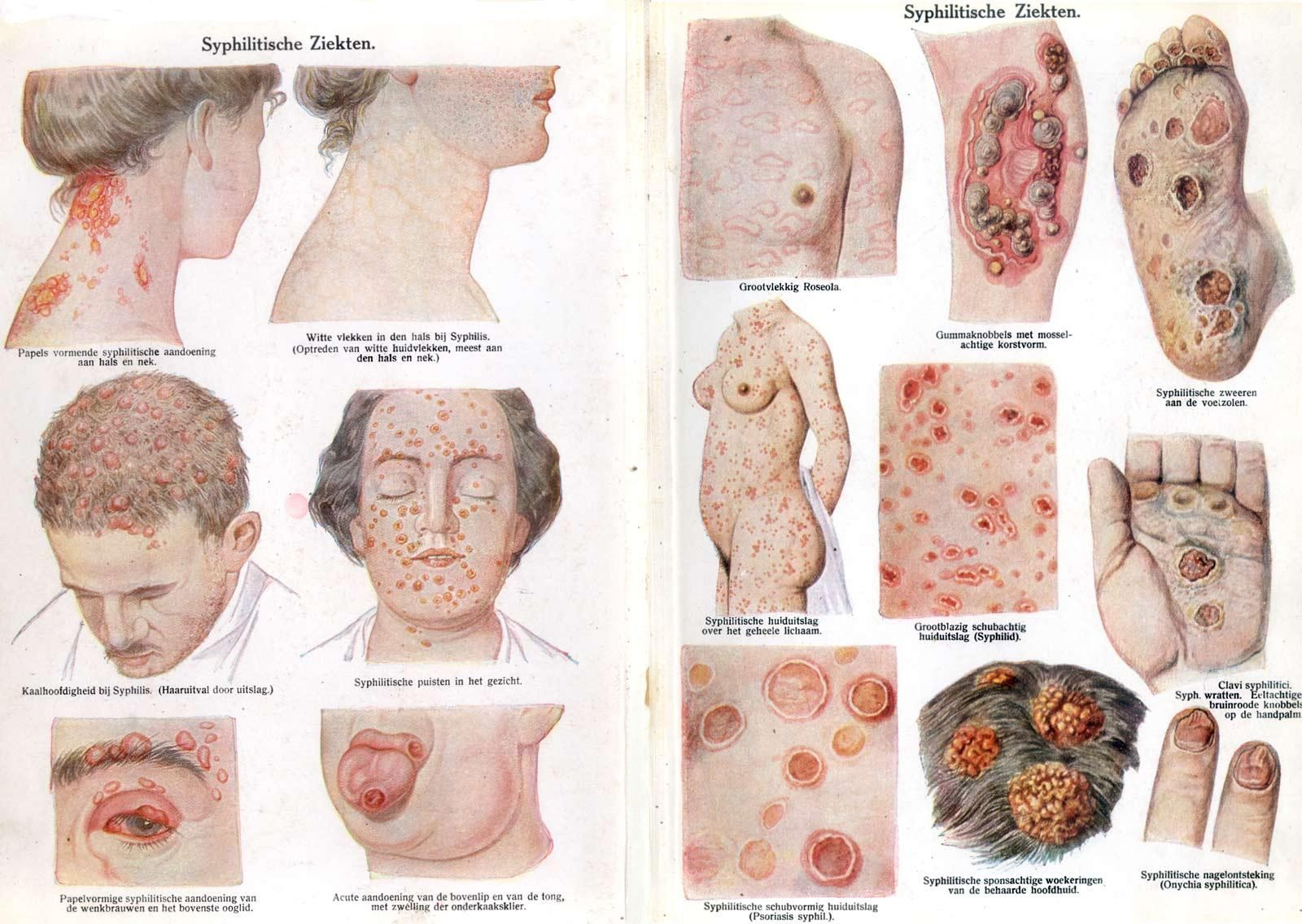
2차 매독

- 매독은 세균에 의해 발생하는 성병이다. 치료하지 않으면 합병증과 사망으로 이어질 수 있다.[66] 매독의 임상 증상에는 비뇨 생식기 관, 입 또는 직장의 궤양이 포함된다. 치료하지 않으면 증상이 악화된다. 최근 몇 년 동안 매독의 유병률은 서유럽에서 감소했지만 동유럽(구 소련 국가)에서는 증가했다.[67][68]
- 트리코모나스증은 Trichomonas vaginalis라고 하는 원생동물 기생충 감염으로 인해 발생하는 흔한 성병이다.[69] 트리코모나스증은 여성과 남성 모두에게 영향을 미치지만 증상은 여성에게 더 흔하다.[70] 대부분의 환자는 매우 효과적인 메트로니다졸이라는 항생제로 치료한다.[71]
- 인간면역결핍 바이러스(HIV)는 신체의 면역 체계를 손상시켜 질병을 유발하는 물질과 싸우는 능력을 방해한다. 이 바이러스는 다양한 감염과 싸우는 데 도움이 되는 백혈구인 CD4 세포를 죽인다. HIV는 체액을 통해 운반되며 성행위를 통해 전염된다. 또한 감염된 혈액과의 접촉, 모유 수유, 출산 및 임신 중 엄마에게서 아이로 전염될 수 있다.[72] HIV가 가장 진행된 단계에 있을 때 개인은 후천성면역결핍증후군(AIDS)가 있다고 한다.[73] HIV 감염의 진행 단계는 다양하다. 그 단계에는 1차 감염, 무증상 감염, 증상 감염 및 AIDS가 포함된다. 1차 감염 단계에서 개인은 약 2주 동안 독감과 유사한 증상(두통, 피로, 발열, 근육통)을 겪는다. 무증상 단계에서는 일반적으로 증상이 사라지고 환자는 수 년간 무증상 상태를 유지한다. HIV가 증상 단계로 진행되면 면역 체계가 약해지고 CD4+ T 세포의 세포 수가 적어진다. HIV 감염이 생명을 위협할 때 이를 AIDS라고 한다. AIDS에 걸린 사람들은 기회 감염에 걸리게 되고 끝내 사망한다.[59] 이 질병이 1980년대에 처음 발견되었을 때, AIDS에 걸린 사람들은 몇 년 이상 살 가능성이 없었다. 하지만 현재 HIV 감염을 치료하는 데 사용할 수 있는 항레트로바이러스 약물(ARV)이 있다. HIV나 AIDS에 대한 알려진 치료법은 없지만 약물은 바이러스를 억제하는 데 도움이 된다. 체내의 바이러스 양을 억제함으로써 사람들은 더 길고 건강한 삶을 영위할 수 있다. 바이러스 수치가 낮더라도 다른 사람에게 바이러스를 퍼뜨릴 수 있다.[74]

### 정액 내 바이러스
정액에서 27가지 다른 바이러스가 확인되었다. 전염 여부나 바이러스가 질병을 유발하는지 여부에 대한 정보는 불확실하다. 이러한 미생물 중 일부는 성적으로 전염되는 것으로 알려져 있다.

## 병태생리학
많은 성병은 음경, 외음부, 직장, 요로, 입, 목구멍, 기도, 눈 등의 점막을 통해 전염된다. 포피는 점막이지만 점액을 생성하지 않는다(입술 과 유사). 점막은 특정 병원체를 체내로 허용한다는 점에서 피부와 다르다. 감염을 유발하는 감염원과의 접촉 정도는 병원체마다 다르지만 모든 경우에 성병과 같은 유체 운반체가 점막에 가볍게 닿아도 질병이 발생할 수 있다.
HIV와 같은 일부 성병은 임신 중이거나 모유 수유 중에 엄마에게서 아이에게 전염될 수 있다. 의료 전문가들은 성행위 중 성병에 걸릴 위험을 줄이는 확실한 방법으로 콘돔 사용과 같은 세이프 섹스를 제안하지만 세이프 섹스가 성병으로부터 완전한 보호를 제공한다고 볼 수는 없다. 수혈, 기타 혈액제제 등 체액의 이동 및 노출, 주사 바늘 공유, 바늘에 찔린 부상(의료진이 시술 중 부주의로 찔리거나 바늘에 찔린 경우), 문신 바늘 공유, 출산 등을 통해 전염되기도 한다. 이러한 다양한 수단은 의료 종사자, 혈우병 환자 및 마약 사용자와 같은 특정 그룹을 특히 위험에 빠뜨린다.

## 진단
검사는 단일 감염에 대한 것일 수도 있고 매독, 세모편모충속, 임질, 클라미디아 감염증, 단순포진, 간염 및 HIV 검사를 포함한 다양한 성병에 대한 여러 검사로 구성될 수 있다. 모든 감염원에 대한 절차 테스트는 없다.
성병 검사는 여러 가지 이유로 이루어질 수 있다.
- 증상이나 질병의 원인을 파악하기 위한 진단 검사
- 무증상 또는 무증상 감염을 파악하기 위한 선별 검사
- 잠재적인 성 파트너가 세이프 섹스없이 성관계를 갖기 전에 질병이 없는지 확인하기 위한 검사 (예 : 장기간의 일부일처제 성적 관계를 시작할 때, 출산을 준비할 때)
- 아기에게 해를 끼치지 않도록 임신 전 또는 임신 중 검사
- 출생 후 아기가 산모로부터 성병에 걸리지 않았는지 확인하기 위한 검사
- 성병에 감염된 기증 혈액이나 장기의 사용을 방지하기 위한 검사
- 성병에 감염된 개인의 접촉자 추적 과정의 일부를 파악하기 위한 검사
- 대규모 역학 조사를 위한 검사

조기 발견 및 치료는 질병을 퍼뜨릴 기회를 줄이고 일부 조건의 경우 치료 결과를 개선할 수 있다. 초기 감염 후 성병 검사가 음성인 미검출기가 종종 있다. 이 기간 동안 감염이 전염될 수 있다. 이 기간은 감염과 검사에 따라 다르다. 감염자가 의료 전문가를 찾는 것을 꺼려 진단이 지연될 수도 있다.

## 예방
성병 위험을 줄이기 위한 전략에는 백신 접종, 일부일처제, 성 파트너 수 줄이기, 금욕 등이 있다. 성적으로 활발한 청소년과 위험이 높은 성인을 위한 행동 상담도 필요하다.
성병을 예방하는 가장 효과적인 방법은 감염된 파트너와 전염될 수 있는 신체 부위 또는 체액의 접촉을 피하는 것이다. 모든 성행위가 접촉이 필요한 것은 아니다. 사이버섹스 등을 하는 것은 접촉을 피할 수 있는 방법이다. 콘돔의 적절한 사용은 접촉과 위험을 줄인다. 콘돔은 노출을 제한하는 데 효과적이지만 콘돔을 사용해도 일부 질병 전파가 발생할 수 있다.
두 파트너 모두 성적 접촉을 시작하기 전 또는 파트너가 다른 사람과 접촉한 경우 접촉을 재개하기 전에 성병 검사를 받을 수 있다. 많은 감염은 노출 직후에 감지할 수 없으므로 가능한 노출과 검사가 정확하려면 검사 사이에 충분한 시간이 필요하다. 특정 성병, 특히 HPV와 같은 특정 지속성 바이러스는 탐지가 불가능할 수 있다.

### 백신
A형 간염 백신, B형 간염 백신 및 일부 유형의 HPV 백신과 같은 일부 바이러스성 성병을 예방하는 백신이 있다. 최대한의 보호를 위해 성 접촉을 시작하기 전에 예방 접종을 하는 것이 좋다. 임질을 예방하기 위한 백신 개발도 진행 중이다.

### 콘돔
콘돔과 여성용 콘돔은 성병에 대한 보호 기능을 제공하며, 이는 제대로 착용을 하였을 때 효과를 보인다. 콘돔으로 덮이지 않은 부븐은 성병에 취약할 수 있다.
HIV의 경우 HIV가 손상되지 않은 피부를 통해 퍼질 수 없기 때문에 성병은 거의 항상 성기를 포함한다. 따라서 질이나 항문에서 적절하게 착용된 콘돔으로 성기를 적절하게 보호하면 HIV 전파를 효과적으로 막을 수 있다. 손상된 피부에 대한 감염된 체액 매개 HIV의 직접 전염은 성적 전염으로 간주되지 않지만 이론적으로는 성적 접촉 중에 발생할 수 있다. 이것은 출혈이 있는 열린 상처가 있을 때 성적 접촉을 하지 않음으로써 피할 수 있다.
바이러스 감염을 포함한 다른 성병은 라텍스, 폴리우레탄 또는 폴리이소프렌 콘돔을 사용하여 예방할 수 있다. 일부 세균과 바이러스는 천연 피부 콘돔의 모공을 통과할 만큼 충분히 작지만 라텍스 또는 합성 콘돔을 통과하기에는 크다.
남성용 콘돔은 다음과 같이 사용해야 효과가 있다.
- 콘돔의 끝 1.5cm를 남겨두고 콘돔을 너무 꽉 끼지 않도록 사정을 위한 공간을 만든다. 콘돔을 너무 꽉 끼는 것은 종종 실패로 이어질 수 있다.
- 콘돔을 너무 헐렁하게 착용하면 효과가 없을 수 있다.
- 사정 여부에 관계없이 한 번 착용한 콘돔은 뒤집거나 흘리지 않도록 한다.
- 사용자가 콘돔을 반대로 착용하여 다시 제대로 착용하려고 할 경우, 그 콘돔은 사용하지 않고 새로운 콘돔을 사용해야 한다.
- 콘돔을 만질 때 손톱이나 날카로운 부분이 닿지 않도록 조심해야 한다.
- 유성 윤활제를 라텍스 콘돔과 함께 사용하면 콘돔에 구멍이 뚫릴 수 있으므로 윤활제의 종류와 콘돔의 재료를 잘 확인한다.
- 향미 콘돔은 구강 성교 시에만 착용한다.

자신과 파트너를 성병으로부터 가장 잘 보호하기 위해 오래된 콘돔과 그 내용물은 전염성이 있는 것으로 취급하고 적절하게 폐기해야 한다. 여러 번 사용하면 파손 가능성이 높아져 장벽으로서의 효과가 낮아지기 때문에 성교할 때마다 새 콘돔을 사용해야 한다.
여성용 콘돔의 경우 장치는 각 단자 부분에 하나씩 두 개의 링으로 구성된다. 큰 고리는 자궁경부에 꼭 맞아야 하고 작은 고리는 외음부를 덮고 질 밖에 남아 있어야 한다. 이 시스템은 외부 생식기를 어느 정도 보호한다.

### 치아 댐
치아 댐을 사용하여 입으로 클리토리스나 항문 애무시 감염을 예방할 수 있다.

## 같이 보기
- 유병률별 성병 목록
- 치아 댐